# Nothelferkapelle (Grevenstein)

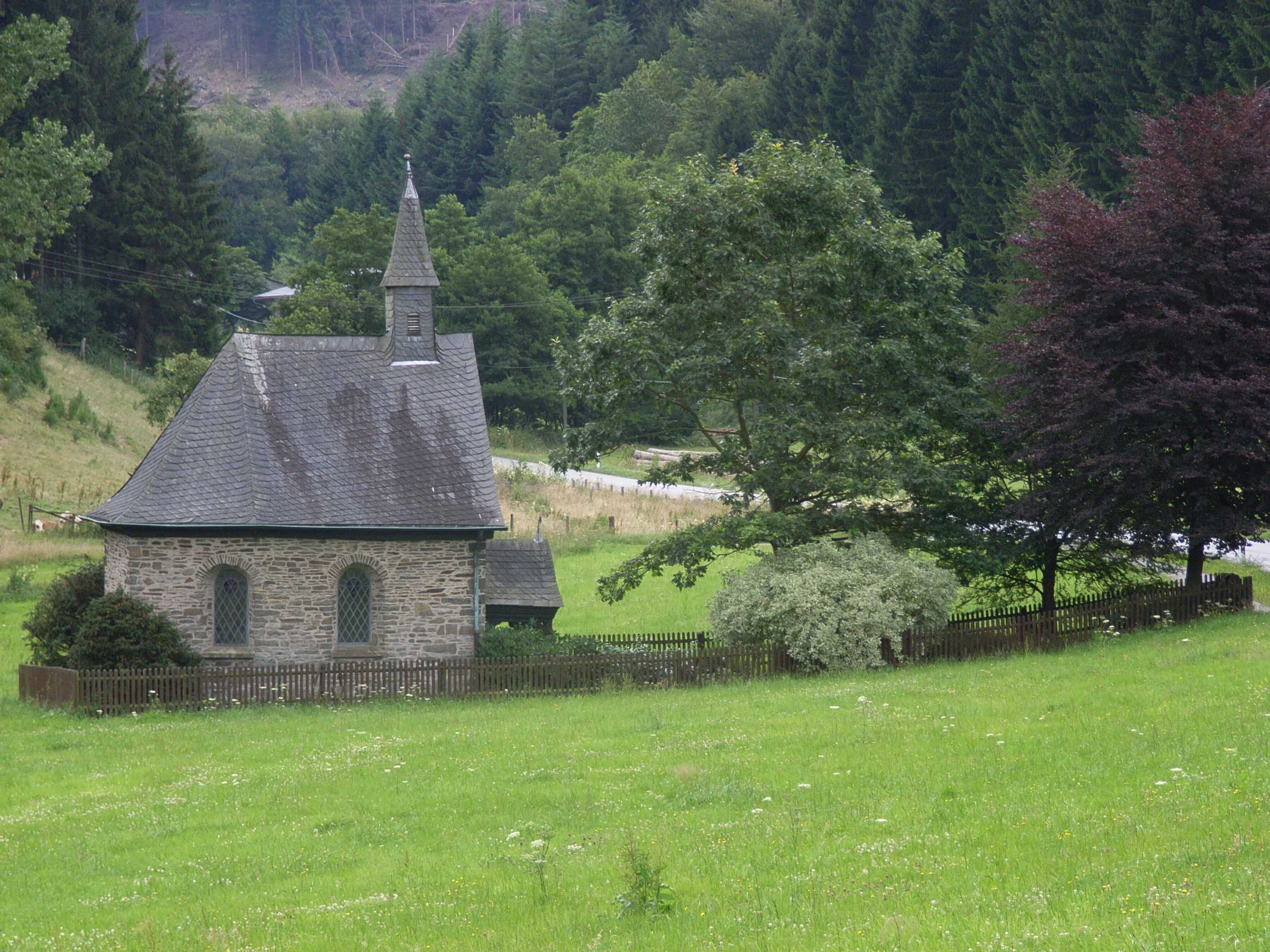
Nothelferkapelle

Die katholische Nothelferkapelle oder Vierzehn Nothelferkapelle ist ein denkmalgeschütztes Kirchengebäude in Grevenstein, einem Ortsteil von Meschede im Hochsauerlandkreis in Nordrhein-Westfalen. Es steht auf der Klusenwiese im Landschaftsschutzgebiet Enscheider Bachtal / Wingeschlade.
Der kleine Bruchsteinbau mit einem Vordach auf Holzpfosten wurde 1728 errichtet. Im Inneren befinden sich ein Barockaltar und die vierzehn Figuren der heiligen Nothelfer.